# Velika geografska otkrića
Velika geografska otkrića označavaju razdoblje u povijesti koje je trajalo od polovice 15. do polovice 16. stoljeća. Tijekom tih sto godina europski su istraživači posjetili većinu nastanjenih krajeva svijeta i otkrili da je svijet mnogo prostraniji i raznolikiji no što je itko mogao i zamisliti. Njihova izvješća koja su se širila zahvaljujući novoj tehnici tiska privlačila su pažnju široke publike. Proširivanje geografskih, ali i drugih spoznaja, po svojoj širini i brzini bilo je golemo, pa se u tom pogledu ni jedno drugo stoljeće do tada ne može mjeriti s tim razdobljem. Stoga se doba velikih geografskih otkrića smatra granicom kojom završava razdoblje srednjeg vijeka, a započinje novo veliko razdoblje ljudske prošlosti nazvano novi vijek.
Velika geografska otkrića pokrenula su lavinu ekspedicija u kojima su europski brodovi putovali oko svijeta u potrazi za novim trgovačkim putovima i partnerima radi održavanja rastućeg kapitalizma u Europi. U tom su procesu Europljani naišli na nove ljude, te ucrtali zemlje dotada nepoznate njima. Među najslavnijim istraživačima tog razdoblja bili su Kristofor Kolumbo, Vasco da Gama, Pedro Álvares Cabral, John Cabot, Juan Ponce de León i Ferdinand Magellan.
Velika geografska otkrića imala su korijene u novim tehnologijama i idejama koje su nastale u doba renesanse, a uključivale su napredak u kartografiji, navigaciji i brodogradnji. Novo mišljenje da je Zemlja okrugla, navelo je odvažnije na pomisao o plovidbi na zapad kako bi stigli na istok. Najvažniji je bio izum prve karake, a potom i karavele u Iberiji. One su bile spoj tradicionalnih europskih i arapskih dizajna te prvi brodovi koji su mogli napustiti relativno pasivan Mediteran i zaploviti sigurno na otvoreni Atlantik.

## Istraživanja kopnom
Preludij velikim geografskim otkrićima bila je serija europskih ekspedicija koje su kopnom prešle Euroaziju u kasnom srednjem vijeku. Dok su prijetili Europi pljačkanjem i razaranjem, Mongoli su ujedinili velik dio Euroazije stvorivši trgovačke putove i komunikacijske linije koje su se protezale od Srednjeg istoka do Kine. Neki Europljani iskoristili su tu prednost, pa su krenuli istraživati dalje na istok. Gotovo su svi bili Talijani pošto je trgovina između Europe i Srednjeg istoka skoro u potpunosti bila pod kontrolom trgovaca iz talijanskih gradova država. Njihove bliske veze s Levantom stvorile su veliku znatiželju i komercijalni interes za područja koja su se nalazila istočno. Papinstvo je također pokrenulo ekspedicije u nadi pronalaska novih obraćenika ili legendarnog Ivana Prezbitera.
Prvi od tih putnika bio je Giovanni de Plano Carpini koji je putovao do Mongolije i natrag od 1244. do 1247. godine. Najslavniji putnik bio je Marko Polo koji je putovao po Orijentu od 1271. do 1295. Svoje je putovanje iscrpno prikazao u djelu Putovanja koje se čitalo diljem Europe.
Ta putovanja ipak nisu ostvarila veliki trenutni učinak. Budući da se Mongolsko Carstvo raspalo gotovo jednako brzo kao što je nastalo, put prema istoku ubrzo je postao daleko težim i opasnijim. Crna smrt je tijekom četrnaestog stoljeća također sprječila putovanja i trgovinu. Kopneni put do Istoka ostao je predugačak i težak za profitabilnu trgovinu, a bio je i pod kontrolom islamskih carstava koja su se dugo borila s Europljanima. Uspon Otomanskog Carstva posebice nakon osvajanja Carigrada 1453. još je više ograničio mogućnosti Europljanima.

## Portugalska istraživanja
Sve dok se nisu razvile prve karake i karavele u Iberiji, europske su se misli vraćale k legendarnome Istoku. Ta su istraživanja imala brojne uzroke. Monetaristi vjeruju da je glavni uzrok, zbog čega su velika geografska otkrića započela, bila jaka nestašica plemenitih metala u polugama. Europska ekonomija ovisila je o vrijednosti zlata i srebra, pa je njihova niska domaća ponuda gurnula velik dio Europe u recesiju. Drugi faktor bio je višestoljetni sukob između Iberijaca i muslimana na jugu. Iberijci su uvidjeli da je sposobnost zaobilaska sjevernoafričkih muslimanskih država presudna za njihov opstanak. Istovremeno su naučili mnogo toga od svojih arapskih susjeda. Karaka i karavela su utjelovile arapsko latinsko jedro koje je brodovima omogućilo daleko više manevara. Preko Arapa ponovo je otkrivena antičkogrčka geografija koja je po prvi put europskim mornarima pružila ideju o obliku Afrike i Azije.
Prvi veliki val istraživanja pokrenuo je Portugal pod princom Henrikom Pomorcem. Isplovivši na otvoreni Atlantik Portugalci su otkrili otoke Madeira (1419.) i Azore (1427.), koji su odmah postali portugalske kolonije. Glavni plan Henrika Pomorca bilo je istraživanje zapadne obale Afrike. Stoljećima su jedini trgovački putovi koji su povezivali Zapadnu Afriku i sredozemni svijet išli preko pustinje Sahare. Ti putovi bili su pod kontrolom sjevernoafričkih muslimanskih država, dugogodišnjih portugalskih suparnika. Portugalci su se nadali da će zaobilaskom islamskih naroda preko mora moći izravno trgovati sa Zapadnom Afrikom. Također su se nadali da se južno od Sahare nalaze kršćanske države i mogući saveznici u borbi protiv muslimana u Magrebu. Portugalski moreplovci su pravili polagan ali stalan napredak, svake godine uspijevajući prodrijeti nekoliko kilometara dalje na jug, pa su 1434. godine uspjeli savladati sljedeću prepreku - rt Bojador. U dva desetljeća savladali su saharsku barijeru, te su započeli trgovinu zlatom i robljem u Senegalu. Napredak se nastavio gradnjom trgovačkih utvrdi u Elmini, dok je Sao Tome i Principe postao prva kolonija koja je počela proizvoditi šećer. 1482. ekspedicija pod vodstvom Dioga Cãa uspostavila je kontakt s Kraljevstvom Konga. Kada je 1487. godine Bartolomeo Diaz doplovio do krajnjeg juga Afrike i otkrio prolaz u Indijski ocean, Portugalci su shvatili da su na pravome putu, pa je kralj naredio da se rt nazove Rt Dobre Nade. Godine 1497. krenuo je Vasco da Gama na putovanje koje je iduće godine bilo okrunjeno uplovljavanjem u Calicut na indijskoj obali. U rukama Portugalaca uskoro su se našli otoci bogati začinima, a duž obala Afrike i Indije osnivali su svoje utvrde uz koje su se nalazila naselja portugalskih trgovaca, kolonije. Lisabon je postao glavnom europskom lukom, ali kada su se u trgovinu s Indijom uključili i engleski, španjolski i nizozemski trgovci, Portugal je bio izguran kao trgovački konkurent, pa je uspjeh postignut stvaranjem kolonija bio kratkotrajan i za Portugal vrlo štetan.

## Otkriće Amerike
Portugalski suparnik Kastilja bila je sporija od svojih susjeda u istraživanju Atlantika sve do kasnog petnaestog stoljeća kada su kastiljski mornari započeli natjecanje sa svojim iberskim susjedima. U prvom natjecanju za kontrolu nad Kanarskim otocima pobijedila je Kastilja. Stvaranjem unije između Aragona i Kastilje te završetkom rekonkviste osvajanjem posljednjeg uporišta Maura, Granade, stvoreni su uvjeti da se Španjolska u potpunosti preda traženju novih trgovačkih putova i prekomorskih kolonija.
Nakon što je prihvatio mišljenje da je Zemlja okrugla, Kristofor Kolumbo je bio uvjeren da se u Indiju može doći i ploveći na zapad. Od portugalskog kralja Kolumbo je zatražio potporu za istraživačko putovanje na zapad, ali je njegova zamolba bila odbijena. Bez uspjeha se obratio i francuskom i engleskom kralju. Novčanu je potporu zatražio i od španjolskog kralja, no tek je uz podršku kraljice Izabele dobio tri broda i potrebna sredstva. U kolovozu 1492. godine ekspedicija je isplovila, a iste godine Kolumbo je stigao do otoka kome je dao ime San Salvador (Sveti Spasitelj) uvjeren da je stigao do Indije. Kolumbo je još tri puta plovio u Ameriku i osim Kube i Haitija, otkrio Antilsko otočje, ušće rijeke Orinoco i obalu Srednje Amerike. Umro je bolestan i odbačen, uvjeren da je otkrio novi put za Indiju. Talijan Amerigo Vespucci istražujući ušće Amazone utvrdio je da ta zemlja nije Indija, već novi kontinent koji je po njemu prozvan Amerika.
Godine 1500. portugalski moreplovac Pedro Alvares Cabral otkrio je novi svijet, zemlju koja se danas naziva Brazil. Time su otkrića na zapadu dovela do spora s Portugalom jer su Portugalci prije Španjolaca doplovili do Brazila. U sporu je zatražena intervencija pape koji je 1494. godine sporazumom iz Tordesillasa uspostavio liniju razgraničenja, koja je išla 380 nautičkih milja zapadno od Zelenortskih otoka, po kojoj je Brazil pripao Portugalu, ali sporovi su nastavljeni do novog sporazuma 1529. godine kojim je uspostavljena još jedna linija razgraničenja preko Tihog oceana.
Kolumbo i drugi španjolski istraživači u početku su bili razočarani svojim otkrićima. Za razliku od Afrike ili Azije karipski otočani nisu imali mnogo stvari za trgovanje sa španjolskim brodovima. Otoci su stoga postali žarište kolonizacijskih napora. Sve dok nije istražila sam kontinent Španjolska nije pronašla bogatstvo koje je tražila u obliku obilnog zlata. U Americi su Španjolci pronašli brojna carstva koja su bila jednako velika i napučena kao ona u Europi. Španjolski konkvistadori su ih uz pomoć brojnih pandemijskih bolesti, koje su se njihovim dolaskom proširile, uspjeli osvojiti sa samo šačicom ljudi. Čim je uspostavljena španjolska vrhovna vlast glavni fokus postali su vađenje i izvoz zlata i srebra.
Godine 1519. kada se Cortezova vojska iskrcala u Meksiku španjolska je kruna dala sredstva Portugalcu Ferdinandu Magellanu da pokrene ekspediciju. Cilj ove misije bio je pronalazak Začinskih otoka putujući na zapad te ih tako smjestiti u španjolsku sferu. Ekspedicija je doživjela uspjeh i postala je prva koja je oplovila svijet na svom povratku tri godine kasnije.

## Opadanje portugalske prevlasti
Portugalska istraživanja i kolonizacija nastavili su se unatoč novom rivalstvu sa Španjolskom. Portugalci su postali prvi zapadnjaci koji su došli do Japana i trgovali s njime. Portugalska kruna je pod kraljem Manuelom I. pokrenula smion plan da očuva kontrolu zemalja i trgovačkih putova koje su bili proglašeni njihovima. Strategija je bila građenje serija utvrda koje će im omogućiti kontrolu svih glavnih trgovačkih putova istoka. Stoga su utvrde i kolonije bile uspostavljene na Zlatnoj Obali, Luandi, Mozambiku, Zanzibaru, Mombassi, Socotri, Hormuzu, Kalkuti, Goi, Bombaju, Malacci, Macau i Timoru. Portugalci su također kontrolirali Brazil, kojeg je otkrio Pedro Álvares Cabral 1500. godine, a ležao je dijelom na portugalskoj strani globalne "podjele" iz Tordesillasa.
Portugal je imao nevolje u širenju svoga carstva u unutrašnjost, pa se usredotočio većinom na obalna područja. Nakon nekog vremena Portugalci su potvrdili da su jednostavno premaleni da omoguće novac i ljudstvo dovoljno da uspije takva masivna pustolovina. Utvrdama raširenim diljem svijeta nedostajali su ljudi i oružje. Stoga se oni nisu mogli natjecati s većim silama koje su polagano prodirale na njihovo carstvo. Dani monopola istočnom trgovinom bili su odbrojeni. Portugalsku hegemoniju na istoku slomili su nizozemski, francuski i britanski istraživači, koji su ignorirali papinsku podjelu svijeta. Godine 1580. španjolski kralj Filip II postao je također kralj Portugala kao zakonit baštinik na krunu nakon što je njegov bratić Sebastijan umro bez sinova (Filip II Španjolski bio je unuk Manuela I Portugalskog). Združena carstva bila su jednostavno prevelika da se održe neizazovnima, te da se odupru tim izazovima.
Neki su portugalski posjedi izgubljeni ili suženi posebno u Zapadnoj Africi, Srednjem istoku i Dalekom istoku koji su većinom bili okruženi britanskim i nizozemskim kolonijama. Bombay je predan Britancima kao vjenčani dar. Kolonije gdje je portugalska prisutnost bila snažna poput Macaa, Istočnog Timora, Goe, Angole, Mozambika i Brazila ostale su i dalje portugalskim posjedima. Nizozemci su pokušali osvojiti Brazil, te su u jedno vrijeme kontrolirali skoro polovicu područja, ali su ipak naposljetku odbačeni.

## Sjevernoeuropsko uplitanje
Nacije izvan Iberije odbile su priznati sporazum u Tordesillasu. Francuska, Nizozemska i Velika Britanija, koje su imale dugu pomorsku tradiciju, unatoč iberskim protekcijama napravile su svoj put prema sjeveru zahvaljujući novim tehnologijama i kartama.
Prvu od tih misija proveo je Britanac John Cabot. To je bila prva u nizu francuskih i britanskih misija koje su istraživale Sjevernu Ameriku. Španjolska je uvelike ignorirala sjeverniji dio Amerike jer je ondje bilo malo ljudi i daleko manje bogatstava nego u Srednjoj Americi. Ekspedicije Cabota, Cartiera i drugih istraživača uvelike su se nadali pronalasku Sjevernozapadnog prolaza čime bi se povezalo s bogatstvima Azije. Taj prolaz nikad nije bio otkriven, ali u njihovim putovanjima pronađene su druge mogućnosti, pa su u ranom sedamnaestom stoljeću kolonisti iz brojnih sjevernoeuropskih zemalja započeli naseljavanje istočne obale Sjeverne Amerike.
Sjevernjaci su također postali veliki rivali Portugalcima u Africi i Indijskom oceanu. Nizozemski, francuski i britanski brodovi počeli su se privikavati na portugalski monopol te su osnovili vlastite kolonije. Postepeno su portugalsko i španjolsko tržište i doprinosi opadali zbog novih natjecatelja koji su okruživali njihove vrijedne posjede (poput Hong Konga koji se nalazio pored Macaa). Sjevernjaci su također preuzeli vodstvo u istraživanju posljednjih nepoznatih regija Tihog oceana i sjevernoameričke zapadne obale, koja je bila u španjolskom dijelu podjele iz Tordesillasa. Nizozemski istraživači poput Willema Jansza i Abela Tasmana istraživali su obale Australije dok je u osamnaestom stoljeću britanski istraživač James Cook kartirao velik dio Polinezije.

## Osvajanje Sibira
Godine 1552. ruski car Ivan Grozni osvojio je Kazanski Kanat što je otvorilo nove mogućnosti u osvajanju Istoka. Jermak je ušao u Sibir sa skupinom od 1636 ljudi 1580. godine slijedivši rijeke Tagil i Turu. Sljedeće godine bili su na Tobolu, te je 500 ljudi opsjelo Isker, boravište kana Kučuma, u susjedstvu današnjeg Tobolska. Kučum je pobjegao u stepe, prepustivši svoje područje Jermaku, koji je prema tradiciji prodao caru Ivanu IV pored današnjeg Sibira svoju vlastitu restauraciju na uživanje.
Jermak se utopio u Irtišu 1584. pa su njegovi kozaci napustili Sibir. Nove skupine lovaca i pustolova su uz potporu Moskve navirale svake godine u zemlju. Kako bi se izbjegli sukobi s napučenijim jugom, one su radije napredovale prema istoku duž viših geografskih širina. U međuvremenu je Moskva podignula utvrde i naselila radnike oko njih radi opskrbe garizona hranom. U roku od osam godina Rusi su dosegli Amur i Tihi ocean. To brzo osvajanje obrazlaženo je okolnostima da ni Tatari ni Turci nisu mogli pružiti bilo kakav ozbiljan otpor.

## Završetak i posljedice geografskih otkrića
Velika su geografska otkrića prouzročila goleme promjene u tadašnjem svijetu i Europi. Središte svjetske trgovine premjestilo se sa Sredozemlja na obale Atlantika, kamo su premješteni i glavni trgovački putovi. Umjesto dotadašnjih trgovačkih velesila, poput Venecije i Genove, uzdižu se nove trgovačke sile poput Španjolske, koju će uskoro istisnuti Engleska i Francuska. Goleme količine zlata što su pritjecale iz Amerike dovest će do inflacije i pada cijene plemenitih metala, dok će do kraja 16. stoljeća za više od tri puta porasti cijena poljoprivrednih i obrtničkih proizvoda. Ta će revolucija cijena poticajno djelovati na razvoj proizvodnje. Portugal i Španjolska, zemlje koje su se isprva najviše obogatile geografskim otkrićima, bile su prisiljene gotovo sve uvoziti jer su zbog lake zarade u kolonijama i novootkrivenim zemljama mnoga proizvodna područja ostala bez stanovništva. Potreba za većom količinom obrtničkih proizvoda krajem 15. i u prvoj polovici 16. stoljeća dovest će do pojave novog oblika proizvodnje, manufakture, i do pojave poduzetništva jer srednjovjekovni obrti nisu mogli uskladiti proizvodnju s potrebama svjetskog tržišta. Poduzetnici su organizirali proizvodnju izvan gradskih središta zapošljavajući veći broj radnika od kojih je svaki radio samo jednu radnju proizvodnog procesa. Tako je provođena podjela rada i specijalizacija, porasla je proizvodnost i kvaliteta proizvoda, a smanjila se njegova cijena. Manufaktura (lat. manus, ruka; facere, raditi) naziv je i za novi način proizvodnje s provedenom podjelom rada i za radionice u kojima se na takav način proizvodilo.
Osvojena su izvaneuropska područja europske države pretvarale u svoje kolonije koje su ekonomski iskorištavale. Kolonije su služile kao izvor sirovina i kao izvozno tržište. Stanovništvo osvojenih zemalja kolonijalne su sile iskorištavale do maksimuma.
Između Amerike i Europe izmijenjene su mnoge biljne i životinjske vrste, pa su iz Europe u Ameriku preneseni konj, krava, ovca, koza i svinja, a od biljaka vinova loza i pšenica, te alkohol. Iz Amerike u Europu preneseni su puran, te krumpir, kukuruz i duhan, a Europljani su upoznali i kakaovac. Iako je trebalo dugo vremena da stanovništvo Europe prihvati nove kulture, one su tijekom vremena zauzele svoje mjesto među najvažnijim prehrambenim proizvodima europskog pučanstva.
Velikim geografskim otkrićima uspostavljen je dodir među kontinentima, a europska je povijest postala povijest svijeta. Svojom važnošću ona predstavljaju jedan od prijelomnih događaja u povijesti.

## Više informacija
- Predkolumbovski prekooceanski dodiri